# 山田直史
山田 直史（やまだ なおふみ、1965年11月2日 - ）は、日本のギタリスト、ロックミュージシャン。

## 来歴
- 1989年、ロックバンドTRACYを経て、LADIES ROOMに加入。バンド4代目のギタリストであった。
- 1991年、LADIES ROOMのギタリストとして"NAO"のステージネームでメジャーデビュー。
- 1996年、LADIES ROOM解散。解散後は、スタジオミュージシャンや音楽プロデューサーとして地道に活動。
- 2001年、LADIES ROOM活動再開。
- 2010年、アコースティックユニット"百直"としての活動開始。
- 2015年、美里ウィンチェスターREXに参加。

## 人物・エピソード
- 演奏スタイルは、テクニカルなフレーズからピッキングニュアンスを重視したフレーズまで幅広くこなす。楽曲全体を客観的に見てそのような幅広いギタープレイを行う姿勢は、デビュー当時のLADIES ROOMのプロデューサーや一部の音楽ライターから、布袋寅泰に通じるプロデュース能力がある、と評された[1]。
- 日本のハードロック系ギタリストとしては珍しく、長きにわたって3シングルコイルのストラトキャスターを愛用しており[2]、現在はESPとアーティスト契約をしている。
- LADIES ROOMのアルバム「eat a peach」の制作終了時頃から次回作にバンドの3ピース以外のブラスなどの音を導入することを意識し、コンピュータープログラミングによる音づくりを習得、熟練し、その後のLADIES ROOMのバンドサウンドに大きな変革をもたらした[3]。
- デビュー当時は金髪のロングヘアーであったが、一年足らずで黒髪のセミロングへと髪型を変えた。その為、その後新たにファンになった人で真剣に「デビュー当時とギターが変わった」と思い込む人も現れた[4]。

## バンド・ユニット歴
- TRACY
- LADIES ROOM
- 百直